# 漢口日本租界

漢口日本租界
漢口日本租界
（日本語）

国の標語: 八紘一宇国歌: 
君が代
※事実上
中央の点線は拡張前の北部境界線。

漢口日本租界（かんこうにほんそかい）は、日本が1898年から1943年にかけて中国の漢口（現：武漢市）に設置していた租界。

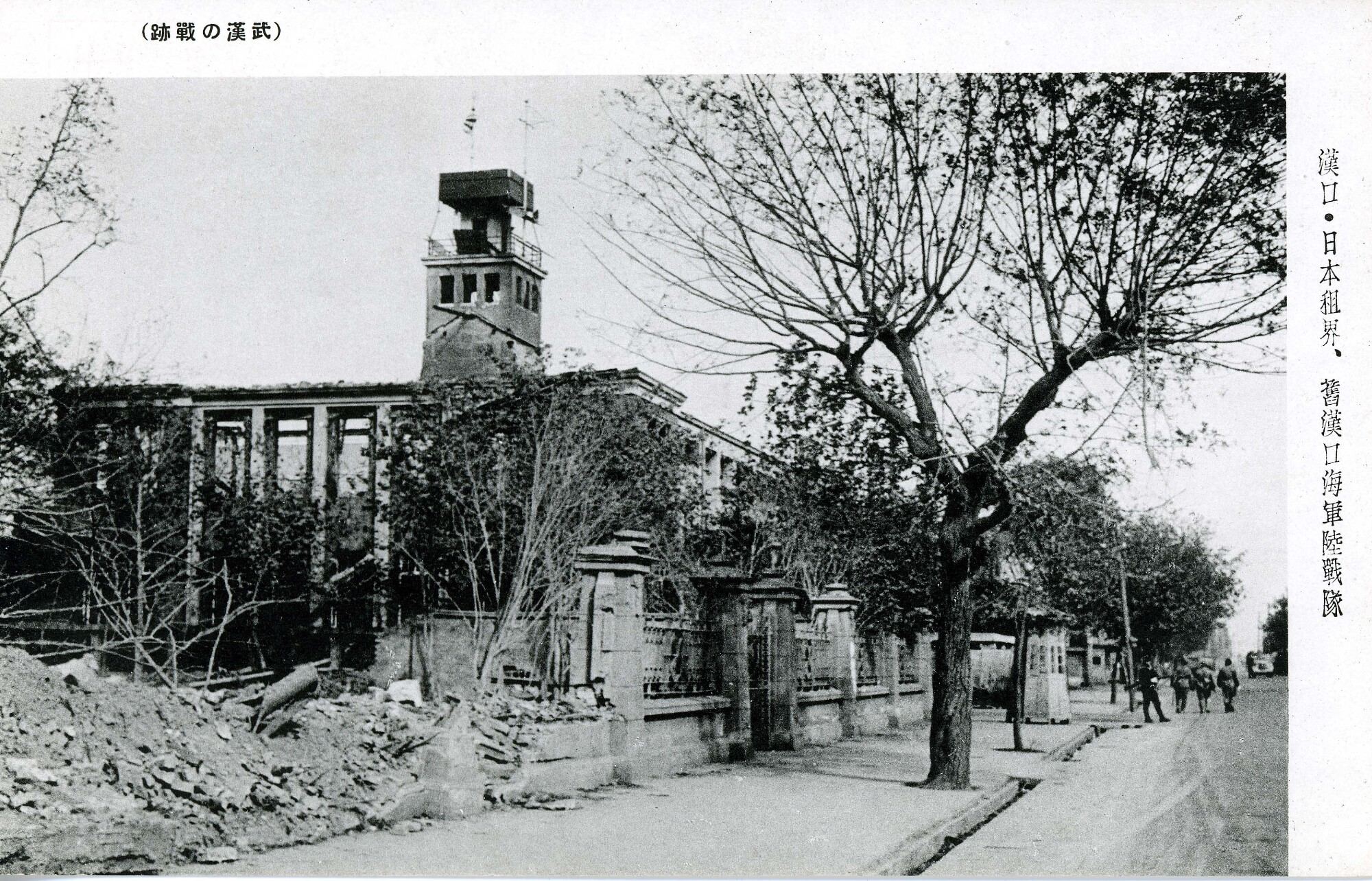
漢口の海兵隊兵舎

最も遅く設置された漢口租界で、日中戦争で一度国民革命軍に占領されるが再度取り返し、1943年に汪兆銘政権へ正式に返還した。

## 概要
日清戦争に勝利した日本は蘇州・杭州・沙市・重慶・天津・上海市・廈門・漢口の計八カ所の港に租界を置く事が認められた。
1911年に辛亥革命が勃発すると、海外移住者や租界を保護する為に漢口に500人の軍隊を派兵して長期間の駐在を行い、国外に駐屯地を設置した。

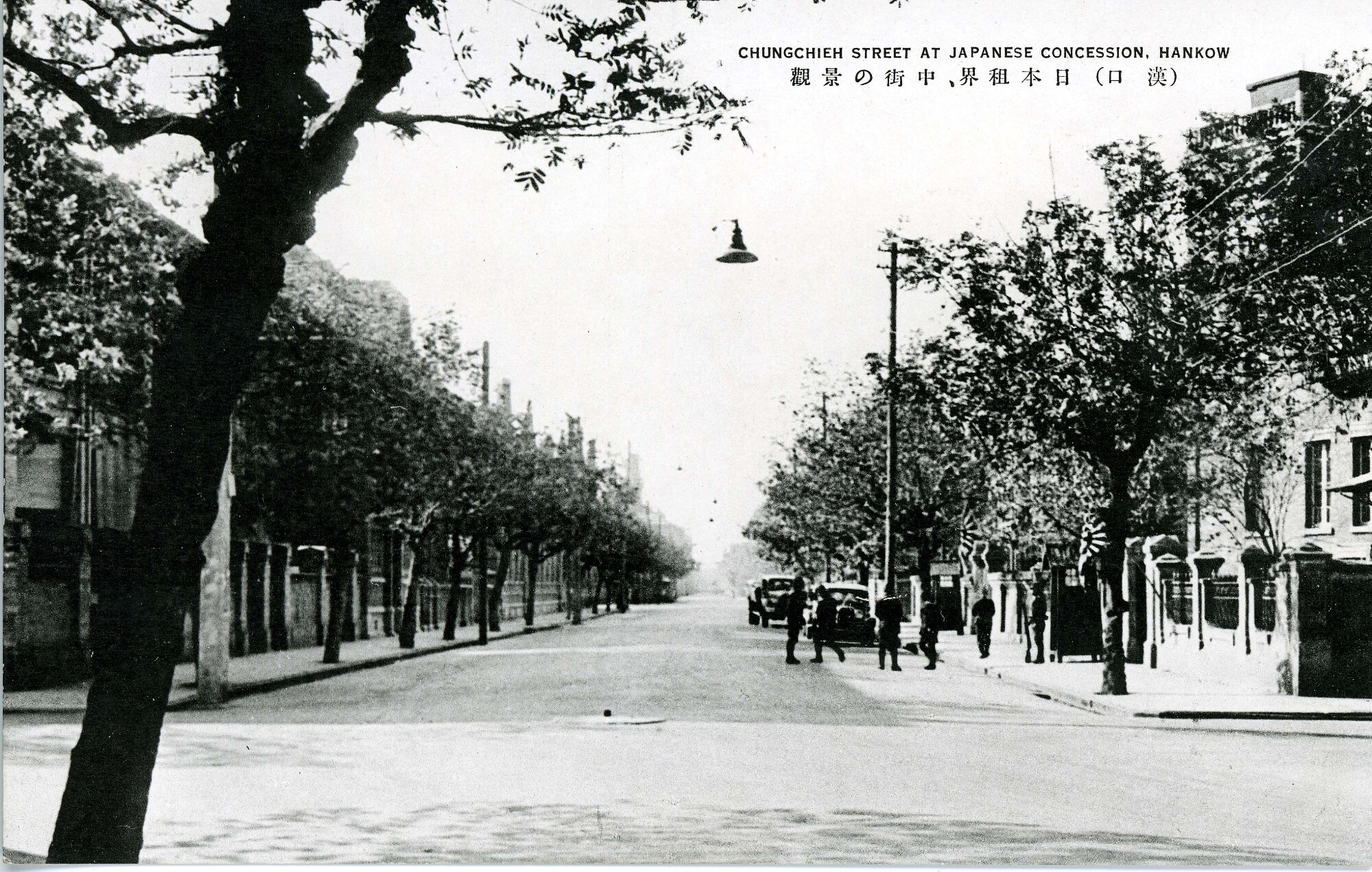
当時の街の光景